# Tragedia „Posejdona”
Tragedia „Posejdona” – amerykański film katastroficzny z 1972 roku, nakręcony na podstawie powieści Paula Gallico.
Serwis Rotten Tomatoes przyznał mu wynik 80%.
W 1979 roku film doczekał się sequela Po tragedii Posejdona, wyreżyserowanego przez Irwina Allena.
W 2006 roku powstał remake filmu pt. Posejdon.

## Fabuła
Transatlantyk „Posejdon” płynie z Nowego Jorku do Grecji. W sylwestra nagłe trzęsienie ziemi wywołuje falę tsunami, która przewraca statek (licentia poetica: fale tsunami są niszczycielskie na wybrzeżu, ale niegroźne na pełnym morzu). Wybucha panika. Jednym z niewielu, którzy zachowują zimną krew, jest pastor Frank Scott. Razem z resztą ocalałych podejmuje się wydostać ze statku.

## Obsada
- Gene Hackman – pastor Frank Scott
- Ernest Borgnine – porucznik Mike Rogo
- Leslie Nielsen – kapitan Harrison
- Red Buttons – James Martin
- Carol Lynley – Nonnie Parry
- Roddy McDowall – Acres
- Stella Stevens – Linda Rogo
- Shelley Winters – Belle Rosen
- Jack Albertson – Manny Rosen
- Pamela Sue Martin – Susan Shelby
- Arthur O’Connell – John
- Eric Shea – Robin Shelby
- Fred Sadoff – pan Linarcos
- Sheila Allen – pielęgniarka Gina Rowe

## Nagrody i nominacje
Oscary za rok 1972
- Najlepsza piosenka – The Morning After – muz. i sł. Al Kasha, Joel Hirschhorn
- Oscar Specjalny za efekty specjalne – L.B. Abbott, A.D. Flowers
- Najlepsze zdjęcia – Harold E. Stine (nominacja)
- Najlepsza scenografia i dekoracje wnętrz – William J. Creber, Raphael Bretton (nominacja)
- Najlepsze kostiumy – Paul Zastupnevich (nominacja)
- Najlepsza muzyka dramatyczna – John Williams (nominacja)
- Najlepszy dźwięk – Theodore Soderberg, Herman Lewis (nominacja)
- Najlepszy montaż – Harold F. Kress (nominacja)
- Najlepsza aktorka drugoplanowa – Shelley Winters (nominacja)

Złote Globy 1972
- Najlepsza aktorka drugoplanowa – Shelley Winters
- Najlepszy dramat (nominacja)
- Najlepsza muzyka – John Williams (nominacja)
- Najlepsza piosenka – The Morning After – muz. i sł. Al Kasha, Joel Hirschhorn (nominacja)

Nagrody BAFTA 1972
- Najlepszy aktor – Gene Hackman
- Najlepsza aktorka drugoplanowa – Shelley Winters (nominacja)